# Курјак (извиђачко борбено возило)
Курјак ИБВ је прототип модернизованог возила БРДМ-2 који је представљен на сајму наоружања и војне опреме у Београду 2009. Возило је модернизовано од стране предузећа Југоимпорт СДПР за борбено-извиђачке задатке. Новитети су оптички инструменти, купола са наоружањем и побољшање оклопа. Висока покретљивост возила обезбеђена је уградњом новог мотора(осмоцилиндрични дизел мотор са турбо-пуњачем) са новим сувим фрикционим квачилом и новим вратилом који спајају нови мотор са постојећом мењачком кутијом. Амфибијска својства базичног возила су очувана, а очувани су и постојећи увлачећи помоћни точкићи, који омогућавају савладавање врло меканог тла и широких рововских препрека, јакова, канала и др.

## Развој и производња
Амфибијско возило совјетског порекла БРДМ-2 је коришћено у многим сукобима и показало своје добре и лоше стране. Као добре стране возила узимају се проходност, амфибијске карактеристике, поузданост опреме и јако стрељачко наоружање. Лоше стране овог возила су застарела средства комуникације, извиђања (возило је дизајнирано као извиђачки аутомобил) као и слаб оклоп.
Модернизована варијанта Курјак доноси побољшања у опреми за извиђање (нови инструмент ТОМС - тенковска осматрачко мерна справа), додатни оклоп, куполу са тешким митраљезом 12.7 mm која се контролише из унутрашњости возила као и нова средства радио везе. Инструмент ТОМС се подиже 4 m изнад возила специјалном антеном и омогућава возилу да обави задатке извиђања, осматрања и дејства из заклона као и са тешко приступачних места. Купола са тешким митраљезом се аутоматски наводи из самог возила оптичким инструментима и у бојевом комплету има 200 метака.